# Marc Koot
Marc Koot (Uden, 23 november 1990) is een Nederlands voetballer die als aanvaller speelt.
Koot begon bij UDI '19 waar hij in 2009 bij het eerste team kwam. In 2011 maakte hij de overstap naar FC Oss. In augustus 2013 vertrok hij naar Helmond Sport. In 2016 keerde hij terug bij UDI '19.
Hij is een zoon van Adick Koot.